# Station Opalenica Kolonia
Station Opalenica Kolonia is een spoorwegstation in de Poolse plaats Opalenica.